# SV Babelsberg 03
Der SV Babelsberg 03 (offizieller Name: Sportverein Babelsberg 03 e. V.), kurz Nulldrei, ist ein Sportverein aus der brandenburgischen Landeshauptstadt Potsdam, der am 10. Dezember 1991 durch Ausgliederung der Fußballsektion aus der ehemaligen Betriebssportgemeinschaft SV Motor Babelsberg gegründet wurde.
Die Wurzeln des im Potsdamer Stadtteil Babelsberg beheimateten Vereins reichen zurück bis zum am 1. Oktober 1903 gegründeten Sport-Club Jugendkraft 1903. Seine bislang größten Erfolge: Zugehörigkeit zur höchsten deutschen Spielklasse in der Vorkriegszeit (der Gauliga), zur zweithöchsten Spielklasse der DDR (der DDR-Liga) und nach der Wiedervereinigung der Aufstieg 2001 in die 2. Bundesliga.
Dem Verein mit den Farben Blau und Weiß gehören (Stand: Februar 2023) über 1350 Mitglieder an. Seit der Saison 2013/14 spielt der Verein mit seiner bekanntesten und mitgliederstärksten aktiven Abteilung, der Fußballabteilung und deren 1. Herrenmannschaft, in der Regionalliga Nordost. Die Heimspiele trägt der Verein im größten Fußballstadion der Stadt, dem Karl-Liebknecht-Stadion, aus. Mit  Roller Derby, Schach und Volleyball unterhält der Verein weitere Abteilungen im Leistungs- und Breitensport.

## Geschichte

### Anfänge bis 1945
| Saison  | Liga                         | Platz (von) | Tore  | Punkte |
| ------- | ---------------------------- | ----------- | ----- | ------ |
| 1933/34 | 1. Kreisklasse               | N/A         | N/A   | N/A    |
| 1934/35 | Bezirksklasse Berlin-Potsdam | 01 (11)     | 66:30 | 31:90  |
| 1935/36 | Gauliga Berlin-Brandenburg   | 08 (10)     | 33:46 | 15:21  |
| 1936/37 | Gauliga Berlin-Brandenburg   | 08 (10)     | 31:36 | 15:21  |
| 1937/38 | Gauliga Berlin-Brandenburg   | 09 (10)     | 25:40 | 12:24  |
| 1938/39 | Bezirksklasse                | N/A         | N/A   | N/A    |
| 1939/40 | Bezirksklasse                | N/A         | N/A   | N/A    |
| 1940/41 | Bezirksklasse                | N/A         | N/A   | N/A    |
| 1941/42 | Bezirksklasse                | N/A         | N/A   | N/A    |
| 1942/43 | Bezirksklasse                | N/A         | N/A   | N/A    |
| 1943/44 | Gauliga Berlin-Brandenburg   | 03 (10)     | 50:22 | 25:11  |
| 1944/45 | Gauliga Berlin-Brandenburg   | 04 (10)     | 28:23 | 15:11  |

Am 1. Oktober 1903 gründeten sieben junge Männer aus Nowawes mit Interesse für Gewichtheben, Kraftsport und Ringen den Sport-Club Jugendkraft 1903. Unabhängig davon gründeten zwei Jahre später fußballinteressierte Arbeiter aus Nowawes den Fußball-Club Fortuna 05 und nahmen am organisierten Spielbetrieb teil. Am 15. Februar 1919 fusionierten beide Vereine zum SV Nowawes 03. Ab Sommer 1919 spielte der neue Verein in der Kreisliga Berlin-Brandenburg, der zweithöchsten regionalen Spielklasse.
In der Saison 1928/29 trainierte kurzzeitig der spätere deutsche Nationaltrainer Sepp Herberger den SV Nowawes 03. Nach dem Abstieg 1931 in die Kreisliga folgte zwischen 1933 und 1935 der Durchmarsch in die höchste deutsche Spielklasse, die Gauliga Berlin-Brandenburg. Als Neuling belegte Nowawes dort in der Saison 1935/36 unter zehn Mannschaften Platz 8. Sportlicher Höhepunkt war der Gaufestsieg 1937, bei dem man im Endspiel den FV Cottbus mit 7:1 besiegte.
1938 wurden die Stadt Nowawes und die Villenkolonie Neubabelsberg zur Stadt Babelsberg vereinigt. Es folgte die Umbenennung des Vereins in SV Babelsberg 03. 17 Monate später, Babelsberg hatte bereits das Stadtrecht verloren und war nach Potsdam eingemeindet worden, fusionierten die Nulldreier mit den Sportfreunden Potsdam zur Sportvereinigung Potsdam 03. Nach dem Abstieg aus der Gauliga 1938 schaffte der Verein 1943 den Wiederaufstieg und belegte in den folgenden Spielzeiten den dritten und vierten Platz.

### BSG Motor Babelsberg (1949 bis 1991)
1946 musste die Sportvereinigung wie alle bürgerlichen Vereine aufgelöst werden. 1949 wurden in der DDR die ersten Betriebssportgemeinschaften (BSG) gegründet, die von so genannten Trägerbetrieben unterstützt wurden. In Babelsberg gründete sich neben anderen die BSG Karl Marx Babelsberg. Als Trägerbetrieb fungierte der ortsansässige VEB Karl Marx Babelsberg. 1950 erfolgte die Unterstellung unter die zentrale Sportvereinigung Motor, der künftig alle BSG des Maschinen- und Fahrzeugbaus angehörten. Daraufhin kam es zur Umbenennung in BSG Motor Babelsberg. Deren Fußballmannschaft spielte in den 1950er Jahren zunächst unterklassig.
1961 wurde der SC Potsdam gegründet, der neben ebenfalls neu gegründeten Sportklubs in Neubrandenburg und Frankfurt (Oder) der weiteren Leistungssteigerung des DDR-Sports dienen sollte. Als wesentliches Standbein des SC wurden die Fußballmannschaften der bisherigen BSG Rotation Babelsberg als Sektion Fußball übernommen. Da die Entwicklung der ersten Männermannschaft  in der zweitklassigen DDR-Liga stagnierte, wurde die Fußballsektion im Januar 1966 wieder aufgelöst und in die BSG Motor Babelsberg eingegliedert, die dadurch den Platz in der DDR-Liga einnahm. Bis auf Verteidiger Konrad und Mittelstürmer Harald Betke (zu Union Berlin) spielte die Stammelf auch die zweite Saisonhalbzeit unverändert weiter und lag am Ende auf Platz 11.
| Stammelf SC Potsdam/Motor Babelsberg 1965/66                                                         |
| Körner Pollaene, Benkert, Konrad* Jacob, Pooch Dresler, Borowitz, Betke**, Mohrmüller, Aldermann ___ |
| |
| *Karras, **Zedler ab Februar 1966                                                                    |

Motor spielte noch zweieinhalb Jahre in der DDR-Liga, stieg dann aber 1968 mit vier Siegen als Tabellenletzter in die Bezirksliga Potsdam ab. In den 1970er Jahren pendelte Motor Babelsberg zwischen Bezirksliga und DDR-Liga. Nach einem erneuten Aufstieg 1981 folgten neun Jahre Liga-Fußball, in denen die BSG dank ihrer treffsicheren Stürmer Axel Brademann und Jörg Nachtigall zum Teil gute Platzierungen erreichte (1982 und 1984 jeweils Zweiter). 1984 erreichte Motor Babelsberg das Achtelfinale des DDR-Pokals (FDGB-Pokal), unterlag dort aber dem Oberligisten Wismut Aue mit 4:2. Als Tabellen-Vorletzter musste die Mannschaft 1989 erneut in die Bezirksliga absteigen.
In der Ewigen Tabelle der DDR-Liga steht Babelsberg unter 199 Mannschaften auf Platz 23.

### SV Babelsberg 03 (seit 1991)
| Saison    | Liga                  | Platz | Tore   | Punkte | Zuschauer- schnitt |
| --------- | --------------------- | ----- | ------ | ------ | ------------------ |
| 1991/92   | Bezirksliga           | 02.   | 092:40 | 46:18  | 0244               |
| 1992/93   | Landesliga Süd        | 01.   | 118:16 | 66:02  | 0315               |
| 1993/94   | Verbandsliga          | 02.   | 068:25 | 45:15  | 0445               |
| 1994/95   | Verbandsliga          | 02.   | 079:25 | 47:13  | 0549               |
| 1995/96   | Verbandsliga          | 01.   | 090:14 | 79     | 0621               |
| 1996/97   | Oberliga Nordost Nord | 01.   | 067:13 | 68     | 1509               |
| 1997/98   | Regionalliga Nordost  | 14.   | 033:50 | 38     | 2153               |
| 1998/99   | Regionalliga Nordost  | 15.   | 036:50 | 34     | 1647               |
| 1999/2000 | Regionalliga Nordost  | 05.   | 057:40 | 57     | 2515               |
| 2000/01   | Regionalliga Nord     | 02.   | 057:41 | 57     | 3482               |
| 2001/02   | 2. Bundesliga         | 18.   | 039:82 | 18     | 4480               |
| 2002/03   | Regionalliga Nord     | 16.   | 054:73 | 34     | 2252               |

Am 10. Dezember 1991 wurde die Fußballabteilung aus dem SV Motor Babelsberg herausgelöst und gründete sich als SV Babelsberg 03 neu.

#### Von der Bezirksliga bis in die 2. Bundesliga und Insolvenz (1991 bis 2003)
In der ersten Saison startete der SV Babelsberg 03 in der Bezirksliga und stieg als Tabellenzweiter in die Landesliga Süd auf. In der Saison 1992/93 holte man als Aufsteiger sogar gleich den Meistertitel und schaffte den Durchmarsch in die Verbandsliga, die zu diesem Zeitpunkt die vierthöchste Spielklasse war. Dort hätte man den Erfolg beinahe wiederholt, jedoch erwies sich der SV Motor Eberswalde als zu stark. Durch die Einführung der Regionalligen war man als Verbandsligist zudem mit der Saison 1994/95 wieder fünftklassig. Erneut wurde der SV Babelsberg 03 Vizemeister, dieses Mal war man einen Punkt hinter dem Stadtrivalen SV Bornim gelandet. Im dritten Anlauf gelang der Aufstieg schließlich – mit nur einer Niederlage und 79 Punkten sicherte sich Nulldrei einen Platz in der Oberliga Nordost. Dort schaffte man es in der Saison 1996/97 sogar, gänzlich ohne Niederlage zu bleiben, so dass erneut ein Durchmarsch gelang. Binnen sechs Jahren hatte der SV Babelsberg 03 damit vier Aufstiege (1992, 1993, 1996, 1997) erringen können.
Mit der Teilnahme an der Regionalliga 1997/98 gab Babelsberg sein Debüt in der Drittklassigkeit. In den ersten beiden Spielzeiten in der Regionalliga Nordost spielte der SV Babelsberg 03 zum ersten Mal seit der Neugründung aber gegen den Abstieg. Mit vier Punkten Vorsprung auf Hertha Zehlendorf glückte der Klassenerhalt knapp. Auch im zweiten Jahr gelang dies. Zwar hatte man weniger Punkte geholt, jedoch war der Abstand zu den Abstiegsplätzen deutlich größer. 1999 gewann Nulldrei darüber hinaus den Brandenburgischen Landespokal gegen Stahl Eisenhüttenstadt und durfte in der Folgesaison am DFB-Pokal teilnehmen. In der zweiten Pokalrunde, nach Freilos in der ersten Runde, gelang sogar ein 1:0-Sieg über die SpVgg Unterhaching. In der Regionalliga-Saison 1999/2000 war eine Leistungssteigerung notwendig, war es doch das Qualifikationsjahr für die nunmehr zweigleisige Regionalliga. Hierzu musste man mindestens den 6. Tabellenplatz erreichen. Nach einem misslungenen Start und einer 4:1-Niederlage beim Rivalen Union Berlin musste Trainer Karsten Heine gehen. Neuer Coach wurde der ehemalige Spieler Hermann Andreev, unter dem Babelsberg zurück in die Spur fand. Mit Platz 5 verblieb man direkt in der dritthöchsten Spielklasse. Zudem wurde mit einem Sieg gegen den Frankfurter FC Viktoria der Landespokaltitel verteidigt.
Trotz der Steigerung galt der SV Babelsberg 03 in der ersten Saison der zusammengeführten Regionalliga Nord als Kandidat für den Abstieg. Weil man aber von Beginn an konstant punktete, fand man sich zur Winterpause auf den 4. Tabellenplatz wieder. In der Spätphase der Saison zog man an den direkten Konkurrenten Fortuna Köln und Preußen Münster vorbei und verteidigte mit einem 1:0-Sieg gegen Fortuna Düsseldorf am letzten Spieltag den zweiten Tabellenplatz hinter Union Berlin. Damit gelang der sensationelle Aufstieg in die 2. Bundesliga und in den Profifußball – der bis heute größte Erfolg der Vereinsgeschichte.
Mit dem nun fünften Aufstieg in nicht einmal zehn Jahren war für den SV Babelsberg 03 allerdings die Fahnenstange erreicht. Zwar startete man auch in die Zweitliga-Saison 2001/02 furios, in den ersten fünf Spielen zehn Punkte sammeln und sogar kurzzeitig auf einen Aufstiegsplatz klettern, jedoch gelang in der Folge so gut wie nichts mehr. Bis zum Ende der Saison kamen nur noch acht Punkte hinzu, auch weil man in der Rückrunde sieglos blieb. Nach dem 29. Spieltag stand Nulldrei als Absteiger fest.
In der folgenden Regionalliga-Saison wurden die finanziellen Probleme, die den Verein schon länger begleiteten, endgültig zum Problem. Sportlich kämpfte man in der Spielzeit 2002/2003 nun erneut gegen den Abstieg, konnte diesen aber nicht verhindern. Wegen angehäufter Schulden musste der Verein im April 2003 Insolvenz beantragen.

#### Neuausrichtung und zweiter Anlauf im bezahlten Fußball (2003 bis 2013)
| Saison  | Liga                  | Platz | Tore   | Punkte | Zuschauer- schnitt |
| ------- | --------------------- | ----- | ------ | ------ | ------------------ |
| 2003/04 | Oberliga Nordost Nord | 02.   | 091:33 | 84     | 1699               |
| 2004/05 | Oberliga Nordost Nord | 03.   | 059:25 | 65     | 1643               |
| 2005/06 | Oberliga Nordost Nord | 03.   | 056:42 | 51     | 1943               |
| 2006/07 | Oberliga Nordost Nord | 01.   | 046:15 | 68     | 1641               |
| 2007/08 | Regionalliga Nord     | 15.   | 033:53 | 34     | 2602               |
| 2008/09 | Regionalliga Nord     | 03.   | 046:25 | 63     | 1596               |
| 2009/10 | Regionalliga Nord     | 01.   | 054:18 | 77     | 1590               |
| 2010/11 | 3. Liga               | 13.   | 039:47 | 46     | 2809               |
| 2011/12 | 3. Liga               | 17.   | 044:59 | 44     | 2480               |
| 2012/13 | 3. Liga               | 19.   | 032:54 | 37     | 3102               |

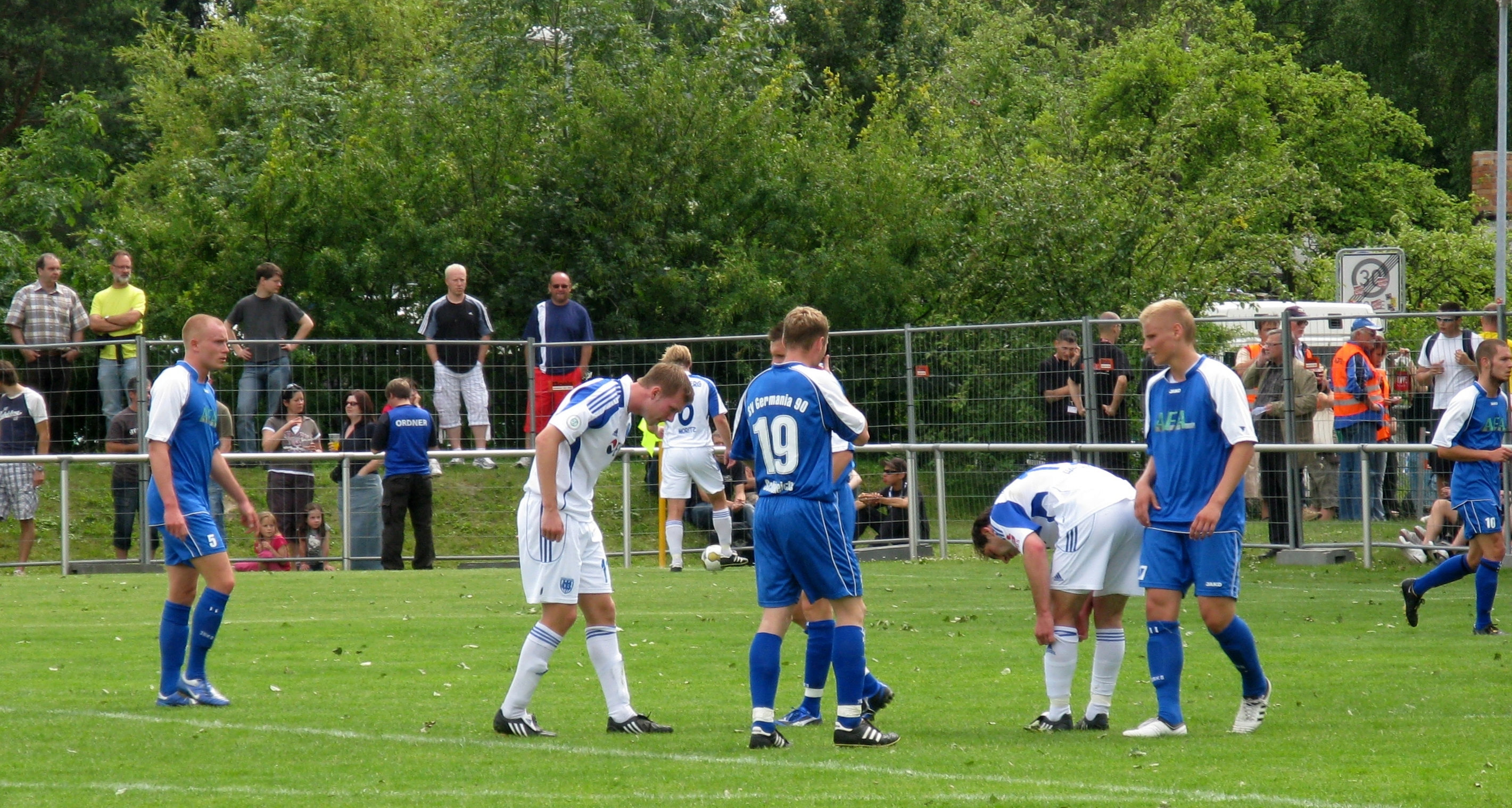
Brandenburgisches Landespokalfinale 2009: Vorbereitung zu einer Babelsberger Ecke

Ab der Saison 2003/04 spielte der SV Babelsberg 03 in der Oberliga Nordost (Staffel Nord). Durch zwei Vizemeisterschaften hinter der zweiten Mannschaft von Hertha BSC bzw. dem MSV Neuruppin wurden die Relegationsspiele für den Regionalligaaufstieg jedoch verpasst. Auch im dritten Jahr gelang der Aufstieg nicht. Nach einer katastrophalen Rückrunde (in der Rückrundentabelle belegte der SVB 03 einen Abstiegsplatz) belegte das Team nur Platz drei hinter dem 1. FC Union Berlin und dem MSV Neuruppin. Immerhin konnte man sich im Finale des Landespokals durch einen 2:1-Sieg gegen Neuruppin revanchieren. Damit qualifizierte sich der SV Babelsberg 03 für die 1. Runde des DFB-Pokals 2006/07. Gegen Hansa Rostock gewann man 2:1, unterlag aber in der zweiten Runde dem VfB Stuttgart mit 2:4.
Am 20. Mai 2007 schaffte Babelsberg nach vier Jahren durch ein 4:0 beim BFC Preussen die Rückkehr in die Regionalliga. Zudem wurde die Mannschaft am 1. Juni 2007 durch einen 3:2-Sieg gegen den Ludwigsfelder FC erneut Landespokalsieger und qualifizierte sich wieder für den DFB-Pokal. Dort scheiterte man in der 1. Runde am MSV Duisburg mit 0:4. Nach dem Aufstieg 2007 in die Regionalliga Nord war das Ziel der zehnte Platz und die damit verbundene Qualifikation für die neue 3. Liga. Anfangs erarbeitete sich die Mannschaft durch eine überzeugende kämpferische Leistung einen Aufstiegsplatz für Liga Drei. Aber nach sechs Spielen mit drei Punkten entließ der Verein am 2. Oktober das Trainergespann Rastislav Hodul und René Tretschok. Am 7. Oktober wurde Dietmar Demuth (ehemals FC St. Pauli und Eintracht Braunschweig) als Trainer vorgestellt. Als Co-Trainer wurde Jens Härtel verpflichtet, der auch schon als Spieler für Babelsberg auf dem Platz stand. Doch auch mit neuem Trainergespann wurde die Qualifikation für die 3. Liga und die Rückkehr in den bezahlten Fußball verfehlt, sodass die Mannschaft zur Saison 2008/09 in der von nun an viertklassigen Regionalliga spielen musste.
Das Saisonziel, ein Platz im oberen Tabellendrittel, wurde mit Platz drei erfüllt. Die Mannschaft behauptete sich lange Zeit im Aufstiegskampf, den jedoch am letzten Spieltag Holstein Kiel für sich entschied. Zur Saison 2009/10 wurde der Aufstieg in die dritte Liga als Ziel formuliert. Nach dem Gewinn der Herbstmeisterschaft hielten sie den ersten Tabellenplatz bis zum Schluss und standen zwei Spieltage vor Schluss als Meister der Regionalliga Nord und somit auch als Aufsteiger in die eingleisige 3. Liga fest. Torschützenkönig wurde Daniel Frahn mit 29 Toren in 32 Spielen. Außerdem gewann die Reserve-Mannschaft des Vereins am 2. Juni 2010 mit einem Sieg gegen den Oberligisten Brandenburger SC Süd 05 den Brandenburgischen Landespokal 2010 und damit das Startrecht für den DFB-Pokal 2011. Dort trat die erste Mannschaft an. Wie schon 2007 traf man auf den Bundesligisten VfB Stuttgart, dem man sich knapp mit 1:2 geschlagen geben musste.
In seiner ersten Spielzeit in der Dritten Liga kämpfte der SV Babelsberg 03 2010/11 lange gegen den Abstieg. Nach einem brauchbaren Start stand man nach der Hinrunde mit 21 Punkten aus 19 Spielen auf Rang 14. Doch ab dem 24. Spieltag folgten sieben Begegnungen ohne Sieg. Als Babelsberg am 19. März 2011 vor heimischem Publikum im Karl-Liebknecht-Stadion 0:4 gegen Unterhaching verlor, rutschte die Mannschaft auf einen Abstiegsplatz. Doch mit dem folgenden 2:1-Auswärtssieg bei der zweiten Mannschaft des FC Bayern München im Sechzger Stadion startete die Elf um Torhüter und Kapitän Marian Unger einen grandiosen Schlussspurt. Aus den letzten zehn Begegnungen holte die von Trainer Dietmar Demuth betreute Mannschaft 19 Punkte und sicherte letztlich souverän die Klasse. Nach 38 Spieltagen (12/10/16) standen 46 Punkte und Rang 13 im Drittliga-Tableau. Zudem wurde zum sechsten Mal hintereinander der Brandenburgische Landespokal gewonnen. Im Finale wurde der Landesligist VfB Hohenleipisch mit 3:0 bezwungen.
Obwohl Babelsberg 03 sportlich die Klasse gehalten hatte, stand die Teilnahme an der Dritten Liga 2011/12 aus wirtschaftlichen Gründen in Frage. Der Vorstandsvorsitzende Rainer Speer informierte acht Tage vor dem Abgabetermin der abschließenden Lizenzierungsnachweise beim DFB, dass Babelsberg 03 die erforderlichen Unterlagen zur wirtschaftlichen Leistungsfähigkeit nicht beibringen könne. Unter großen Anstrengungen, unter anderem durch umfangreiche Fanspenden, eine Bürgschaft der Landeshauptstadt Potsdam und Finanzierungszusagen eines Kreditinstituts wurden die Lizenzierungsbedingungen letztlich erfüllt. Die Lizenzunterlagen wurden dabei erst 13 Minuten vor Ablauf der Frist beim Deutschen Fußball-Bund eingereicht. Die Schwierigkeiten bei der Lizenzierung wirkten sich gravierend auf die Zusammenstellung des Kaders für die neue Spielzeit aus. Vor diesem Hintergrund befand sich die Babelsberger Equipe über den gesamten Saisonverlauf 2011/12 im Kampf gegen den Abstieg. Erst am vorletzten Spieltag sammelte das Team mit einem 1:0-Erfolg über Arminia Bielefeld die letzten Punkte zum Klassenerhalt. Mit 44 Punkten belegte Nulldrei den letzten Nichtabstiegsplatz. Im brandenburgischen Landespokal-Wettbewerb verlor der SVB hingegen das Finale gegen den Verbandsligisten SV Falkensee-Finkenkrug mit 1:2.
Obwohl Babelsberg 03 unter schwierigen Bedingungen die Dritte Liga gehalten hatte, wurde Dietmar Demuth Anfang Mai 2012 nach Kontroversen im Vereinsvorstand – unter anderem traten die Vorstandsmitglieder Roland Schröder und Uwe Schilde umgehend zurück – durch Christian Benbennek ersetzt. Auch als Folge der Demuth-Beurlaubung und vorangegangener, gravierender Auseinandersetzungen um die zukünftige Vereinsentwicklung traten am 18. Dezember 2012 Aufsichtsratsmitglied Ralf Schöfski, Vorstandsvorsitzender Thomas Bastian, Schatzmeister Hendrik Woithe und Fanbeauftragter Jens Lüscher aus persönlichen Gründen von ihren Ämtern zurück. Dem war ein stärkeres finanzielles Engagement der DKB vorausgegangen.
Unter Christian Benbennek konnte sich die Mannschaft im Laufe der Saison 2012/13 zu keinem Zeitpunkt aus dem Tabellenkeller der 3. Liga lösen. Im April 2013 wurde Benbennek durch den Verein von seinen Aufgaben entbunden. Die sportliche Verantwortung als Trainer übernahm Almedin Civa, ein ehemaliger Spieler und damals aktiver Nachwuchsleiter des Vereins. Zum Ende der Saison 2012/13 erfolgte der Abstieg in die Viertklassigkeit, womit für den SV Babelsberg 03 das Kapitel Profifußball zum zweiten Mal endete.

#### Seit dem Abstieg aus Liga 3 (2013 bis heute)
| Saison  | Liga                 | Platz | Tore   | Punkte | Zuschauer- schnitt |
| ------- | -------------------- | ----- | ------ | ------ | ------------------ |
| 2013/14 | Regionalliga Nordost | 14.   | 037:50 | 33     | 2440               |
| 2014/15 | Regionalliga Nordost | 11.   | 032:34 | 31     | 2326               |
| 2015/16 | Regionalliga Nordost | 06.   | 049:29 | 53     | 2024               |
| 2016/17 | Regionalliga Nordost | 05.   | 055:42 | 55     | 2020               |
| 2017/18 | Regionalliga Nordost | 05.   | 052:38 | 53     | 1754               |
| 2018/19 | Regionalliga Nordost | 07.   | 053:44 | 46     | 1728               |
| 2019/20 | Regionalliga Nordost | 16.   | 022:38 | 17     | 2028               |
| 2020/21 | Regionalliga Nordost | 10.   | 018:20 | 17     | 889                |
| 2021/22 | Regionalliga Nordost | 11.   | 046:42 | 53     | 1881               |
| 2022/23 | Regionalliga Nordost | 10.   | 046:41 | 49     | 2728               |
| 2023/24 | Regionalliga Nordost | 05.   | 42:34  | 56     | 3140               |
| 2024/25 | Regionalliga Nordost | 13.   | 46:57  | 37     | 2788               |

Seit dem zweiten Abstieg aus der Dritten Liga spielt der SV Babelsberg 03 in der Regionalliga Nordost.
Zur Saison 2013/14 wurde Cem Efe zum neuen Cheftrainer berufen. Anders als zehn Jahre zuvor, als man nach der Insolvenz schnell wieder oben mitspielen konnte, kämpfte Nulldrei mit einer neuformierten Mannschaft zunächst gegen den Abstieg. Zwar erwischte man einen starken Saisonstart mit drei Siegen, rutschte dann aber zunächst ins Mittelfeld und dann in die Abstiegszone ab. Weil man von den letzten zehn Spielen nur eines gewann, schmolz der Vorsprung auf das auf dem ersten Abstiegsplatz stehende Lok Leipzig von elf auf einen Punkt ab. Mit viel Glück hielt man letztlich aber doch die Klasse.
Auch in der anschließenden Saison 2014/15 folgte einer soliden Hinrunde (Platz 5 mit 21 Punkten) eine sehr durchwachsene zweite Saisonhälfte. Sportlich hatte man diesmal aber genügend Vorsprung auf die Abstiegsplätze. Weil gegen den VFC Plauen ein Insolvenzverfahren eröffnet wurde und Union Berlin seine Reserve nach der Saison vom Spielbetrieb zurückzog, hätte sich diese Sorge aber ohnehin erübrigt.
In der dritten und vierten Regionalliga-Saison gelang es Efe, das Team zu stabilisieren und mit Platz 6 bzw. Platz 5 respektable Endresultate zu erzielen – auch weil man es nun vermeiden konnte, in der Rückrunde einzubrechen. Der Abstand zu den Aufstiegsplätzen blieb aber nach wie vor groß. Immerhin gewann man 2016 zum neunten Mal den brandenburgischen Landespokal, man besiegte im Finale den FSV 63 Luckenwalde mit 3:1. Aufgrund von Differenzen hinsichtlich der sportlichen Ansprüche beendete Cem Efe nach der Saison 2016/17 seine vierjährige Tätigkeit beim Potsdamer Klub.
Ihm folgte erneut der sportliche Leiter Almedin Civa, der mit der Mannschaft nach einer wechselhaften Rückrunde der Saison 2017/18 im Mittelfeld stand. Ein starker Schlussspurt mit sechs Siegen in Folge sorgte dafür, dass Nulldrei den 5. Platz der Vorsaison bestätigen konnte. Auch in der Spielzeit 2018/19 war Almedin Civa für die Regionalliga-Mannschaft verantwortlich. Für die Öffentlichkeit überraschend teilte er dem Verein bereits im September 2019 mit, dass er seinen am Saisonende auslaufenden Vertrag nicht verlängert. Sein letztes Punktspiel auf der SVB-Trainerbank absolvierte Civa in Auerbach. Zuvor hatte der Verein ihn beim letzten Heimspiel gegen Rot-Weiß Erfurt verabschiedet. Der SVB platzierte sich am Saisonende auf Rang 7 der Tabelle. Bester Torschütze der Kiezkicker war Tom Nattermann mit 18 Treffern.
Ende April 2019 teilte der Verein mit, dass der frühere Bundesliga-Spieler Marco Vorbeck das Traineramt für die Saison 2019/20 mit Vertrag bis Sommer 2021 übernimmt. Vorbeck wurde aber bereits am 15. November 2019 freigestellt, obwohl seine Mannschaft nach schwierigem Saisonstart und zuvor 14 Liga-Spielen ohne Sieg mit einem 3:2-Erfolg gegen Optik Rathenow den ersten Dreier geholt hatte. Während SVB-Präsident Archibald Horlitz zunächst zu den konkreten Umständen schwieg, wurden in der folgenden arbeitsgerichtlichen Auseinandersetzung gravierende Vorfälle unangemessenen Verhaltens zur Sprache gebracht. Nach zwei erfolglosen Schlichtungsversuchen einigten sich die Parteien vor dem Arbeitsgericht schließlich mit einem Vergleich und der damit verbundenen Vertragsauflösung zum 30. Juni 2020.
Nachdem der Co-Trainer Matthias Boron und frühere Kapitän Philip Saalbach die Kiezkicker interimsweise betreut hatten, verpflichtete der SVB für die Rückrunde 2019/20 Predrag Uzelac als Chef-Coach. Außerdem wurde der Kader in der Winterpause massiv verstärkt. Insgesamt kamen sieben neue Spieler an den Babelsberger Park, darunter auch der frühere Babelsberger Torjäger Daniel Frahn. Seine Verpflichtung löste zunächst eine große Kontroverse unter den Mitgliedern und Fans aus.
Sportlich konnte sich der SVB nun leicht verbessern und vom Letztplatzierten Bischofswerdaer FV 08 absetzen, was wichtig war, da durch die Abmeldung Rot-Weiß Erfurts vom Spielbetrieb der erste Absteiger bereits feststand. Nach dem 22. Spiel – Babelsberg gewann mit 4:1 gegen Lichtenberg 47 – wurde die Regionalliga-Saison 2019/20 wegen der COVID-19-Pandemie unter- und letztlich abgebrochen. Die als Konsequenz angewandte Quotientenregelung sah Babelsberg auf dem vorletzten Platz 16. Einen weiteren sportlichen Absteiger hätte es aber ohnehin nicht gegeben. Der Landespokal wurde ausgespielt: Babelsberg 03 unterlag im Rahmen des Finaltages der Amateure am 22. August 2020 im Werner-Seelenbinder-Stadion in Luckenwalde gegen Union Fürstenwalde 1:2.
Auch die Saison 2020/21 stand im Zeichen der Pandemie und wurde am 2. November 2020 erneut unter- und im Frühjahr abgebrochen. Babelsberg hatte in bis dato 13 Spielen 17 Punkte gesammelt und beendete die Saison somit auf Platz 10. Sportliche Höhepunkte gab es im Landespokal: Im Halbfinale gewann Babelsberg beim FC Energie Cottbus 3:0 und im Mai gelang die Revanche im Landespokal Brandenburg. In der Neuauflage des Vorjahresfinales gegen Union Fürstenwalde gewann der SVB am 29. Mai 2021 souverän 2:0 (Tore: Tobias Dombrowa, Daniel Frahn) und qualifizierte sich damit für die Teilnahme am DFB-Pokal 2021/22. Neben dem Platz war das Vereinsleben von der Auseinandersetzung innerhalb der Vereinsgremien geprägt. Nach acht Jahren an der Spitze wurde Archibald Horlitz als Präsident des SVB durch den Aufsichtsrat abberufen. Als Grund für die Abberufung wurden „unterschiedliche Vorstellungen bezüglich der Führung und Ausrichtung des Vereins und der damit einhergehende Vertrauensverlust“ genannt. Der Aufsichtsrat bestimmte aus seinen Reihen Björn Laars zum neuen Vorstandsvorsitzenden.
Nach dem dritten Spiel der Saison 2021/22 trennte man sich von Predrag Uzelac. Interimsweise übernahm Jörg Buder und wurde abermals interimistisch im April 2022 von Björn Laars abgelöst. In der 1. Runde des DFB-Pokals 2021/22 wurde der Bundesligist SpVgg Greuther Fürth im Elfmeterschießen besiegt; man traf anschließend auf RB Leipzig, gegen die man 0:1 unterlag. Im Landespokal 2021/22 schied Nulldrei mit 0:2 im Halbfinale bei Energie Cottbus aus. Die Regionalliga-Saison beendete man auf dem 11. Tabellenplatz.
Zur Saison 2022/23 wurde Markus Zschiesche neuer Trainer. Das Ziel war in den nächsten zwei Jahren Plätze in der Tabellenspitze zu erreichen. Nach einem starken Start in der Liga lag der Verein zur Winterpause auf dem achten Platz. Im Brandenburgischen Landespokal schied Babelsberg bereits im Achtelfinale aus. Der Erzrivale Energie Cottbus gewann mit 2:1. Zum Jahreswechsel trat Björn Laars als Vorstandsvorsitzender zurück und wurde durch den ehemaligen Schatzmeister des Vereins, Kristian Kreyes, ersetzt. Zusammen mit Katharina Dahme bildete er die neue Doppelspitze. Die Saison beendete der SVB auf dem zehnten Platz der Regionalliga Nordost.
Die Saison 2023/24 schlossen die 03er auf dem 5. Platz ab und verzeichneten mit durchschnittlich 3140 Zuschauern den höchsten Besucherschnitt seit der Zweitliga-Saison 2001/02. Zum Ende der Saison verließen Cheftrainer Markus Zschiesche und Co-Trainer Ronny Ermel den Verein. Die Nachfolge trat André Meyer an. Die Babelsberger schafften den Einzug ins Finale des Brandenburgischer Landespokals, wo sie Energie Cottbus mit 1:3 unterlagen.

## Namens- und Wappenhistorie
| 1. Oktober 1903   | Gründung des Sport-Club Jugendkraft 1903                                 |
| 1905              | Gründung des Fußball-Club Fortuna 05                                     |
| 15. Februar 1919  | Fusion von Jugendkraft und Fortuna zum SV Nowawes 03                     |
| 1. April 1938     | Umbenennung in SV Babelsberg 03                                          |
| August 1939       | Fusion mit Sportfreunde Potsdam zur SpVgg Potsdam 03                     |
| 1945              | Auflösung durch den alliierten Kontrollrat                               |
| 3. August 1949    | Gründung der BSG Karl Marx Babelsberg                                    |
| Dezember 1950     | Umbenennung in BSG Motor Babelsberg                                      |
| Januar 1966       | Übernahme der ersten Mannschaft und der Ligazugehörigkeit vom SC Potsdam |
| 1. Oktober 1990   | Umbenennung in SV Motor Babelsberg                                       |
| 10. Dezember 1991 | Herauslösung der Fußballabteilung als SV Babelsberg 03                   |

SV Nowawes 03 (1919–1938)
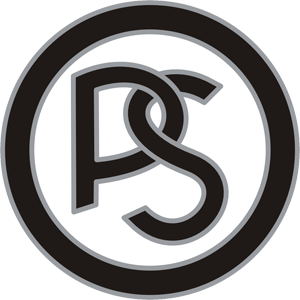
Sportfreunde Potsdam (–1938)
BSG Motor Babelsberg (1949–1991)
SV Babelsberg 03 (1991–1996)
SV Babelsberg 03 (1996–2003)
SV Babelsberg 03 (seit 2003)

## Teilnahme an Landes- und DFB-Pokal

### Brandenburgischer Landespokal
Der SV Babelsberg 03 entschied den brandenburgischen Landespokal seit 1991 zehnmal für sich und unterlag siebenmal im Finale.

### DFB-Pokal
Der Verein nahm bisher zwölfmal am DFB-Pokal teil. Während er sich zehnmal mit dem Gewinn der Endrunde des brandenburgischen Landespokals zur Teilnahme am Wettbewerb qualifizierte, erfolgte die Teilnahme 2001/02 über den zweiten Platz in der Regionalliga Nord 2000/01 und in der Saison 2002/03 automatisch als Zweitligist des Vorjahres.
| Saison  | 1. Runde                                                                  | 2. Runde                                     | 3. Runde                             |
| ------- | ------------------------------------------------------------------------- | -------------------------------------------- | ------------------------------------ |
| 1999/00 | Freilos                                                                   | 07.08.1999: SVB 03 – SpVgg Unterhaching 1:0  | 12.10.1999: SVB 03 – SC Freiburg 2:4 |
| 2000/01 | 26.08.2000: SVB 03 – VfL Bochum 1:6 (0:3)                                 |                                              |                                      |
| 2001/02 | 25.08.2001: SVB 03 – Hertha BSC 1:2 (1:0)                                 |                                              |                                      |
| 2002/03 | 01.09.2002: SVB 03 – Borussia Mönchengladbach 0:1 (0:1)                   |                                              |                                      |
| 2006/07 | 10.09.2006: SVB 03 – Hansa Rostock 2:1 (1:0)                              | 24.10.2006: SVB 03 – VfB Stuttgart 2:4 (0:1) |                                      |
| 2007/08 | 05.08.2007: SVB 03 – MSV Duisburg 0:4 (0:0)                               |                                              |                                      |
| 2008/09 | 09.08.2008: SVB 03 – 1. FSV Mainz 05 1:2 n. V. (1:1, 0:0)                 |                                              |                                      |
| 2009/10 | 31.07.2009: SVB 03 – Bayer 04 Leverkusen 0:1 (0:0)                        |                                              |                                      |
| 2010/11 | 14.08.2010: SVB 03 – VfB Stuttgart 1:2 (1:2)                              |                                              |                                      |
| 2011/12 | 30.07.2011: SVB 03 – MSV Duisburg 0:2 (0:2)                               |                                              |                                      |
| 2016/17 | 20.08.2016: SVB 03 – SC Freiburg 0:4 (0:2)                                |                                              |                                      |
| 2021/22 | 07.08.2021: SVB 03 – SpVgg Greuther Fürth 2:2 n. V. (2:2, 1:1), 5:4 i. E. | 26.10.2021: SVB 03 – RB Leipzig 0:1 (0:1)    |                                      |

## Erste Mannschaft

### Kader 2025/26
| Nr.                   | Nat.                 | Spieler             | Geburtstag    | Vertrag seit | vorheriger Verein         |
| --------------------- | -------------------- | ------------------- | ------------- | ------------ | ------------------------- |
| Tor                   |                      |                     |               |              |                           |
| 01                    | Deutschland          | Maximus Babke       | 16. Feb. 2004 | 01.07.2025   | Hansa Rostock II          |
| 29                    | Deutschland          | Linus Löffler       | 12. Juli 2004 | 01.07.2025   | Ludwigsfelder FC          |
| 30                    | Deutschland Turkei   | Cem Bağcı           | 20. Feb. 2006 | 01.08.2024   | Eigene Jugend             |
| Abwehr                |                      |                     |               |              |                           |
| 03                    | Deutschland          | Jannis Lang         | 12. Juli 2002 | 01.07.2024   | F.C. Hansa Rostock II     |
| 05                    | Deutschland          | Kenny Weyh          | 1. Nov. 2004  | 01.07.2025   | KSV Hessen Kassel         |
| 15                    | Deutschland          | Nino Lessel         | 16. Dez. 2004 | 01.07.2025   | SC Staaken                |
| 21                    | Deutschland          | Philipp Zeiger      | 28. Juni 1990 | 01.07.2023   | VSG Altglienicke          |
| 27                    | Deutschland          | Gordon Büch         | 25. Okt. 1995 | 01.07.2023   | VSG Altglienicke          |
| 28                    | Deutschland          | Jeremy Postelt      | 1. Aug. 2002  | 01.07.2024   | F.C. Hansa Rostock II     |
| 33                    | Deutschland          | Niklas Kastenhofer  | 8. Jan. 1999  | 04.08.2025   | Hallescher FC             |
| Mittelfeld            |                      |                     |               |              |                           |
| 02                    | Deutschland Kroatien | Darijan Silic       | 18. Mai 2005  | 15.07.2024   | Energie Cottbus           |
| 06                    | Deutschland          | Paul Wegener        | 9. Sep. 2000  | 05.08.2020   | FC Hertha 03 Zehlendorf   |
| 08                    | Deutschland          | Nils Schätzle       | 13. Aug. 1999 | 01.07.2025   | ZFC Meuselwitz            |
| 10                    | Deutschland Kroatien | Maurice Covic       | 17. Apr. 1998 | 01.07.2024   | Hertha BSC II             |
| 11                    | Deutschland          | Tino Schmidt        | 2. Okt. 1993  | 01.07.2025   | ZFC Meuselwitz            |
| 14                    | Montenegro           | Marko Perovic       | 19. Okt. 2007 | 01.07.2025   | Eigene Jugend             |
| 17                    | Deutschland          | George Didoss       | 9. Dez. 2004  | 01.07.2024   | Hertha 03 Zehlendorf      |
| 19                    | Deutschland          | Luca Dahlke         | 13. Aug. 2003 | 01.07.2024   | FSV 63 Luckenwalde        |
| 22                    | Deutschland          | Leon Bürger         | 11. Nov. 1999 | 29.08.2023   | SC Verl                   |
| Angriff               |                      |                     |               |              |                           |
| 07                    | Deutschland          | Samir Werbelow      | 11. März 2001 | 01.07.2023   | FC Viktoria 1889 Berlin   |
| 09                    | Deutschland          | Luis Müller         | 12. Feb. 2001 | 01.07.2025   | Ventura County FC         |
| 18                    | Deutschland          | Alexander Georgiadi | 20. Mai 2006  | 01.07.2025   | VfL Wolfsburg U19         |
| 23                    | Deutschland          | Linus Queißer       | 14. Okt. 2003 | 01.07.2025   | Eintracht Braunschweig II |
| 24                    | Deutschland Italien  | Gian Luca Schulz    | 14. Jan. 1999 | 12.07.2023   | F.C. Hansa Rostock II     |
| 26                    | Deutschland          | Ardahan Yilmaz      | 17. Sep. 2008 | 01.07.2022   | Eigene Jugend             |
| Stand: 8. August 2025 |                      |                     |               |              |                           |

## Welcome United 03
Im Sommer 2014 gründete der SV Babelsberg 03 mit der Mannschaft Welcome United 03 eine Mannschaft, die ausschließlich aus Flüchtlingen besteht. Es war in dieser Form die erste Mannschaft in Deutschland. Bereits seit 2009 betrieb der Verein eine Integrationsmannschaft. Alle Flüchtlinge wurden in den Verein als Mitglied aufgenommen und auch mit allen Rechten und Pflichten eingebunden. Insgesamt gehören der Mannschaft etwa 40 Flüchtlinge aus Serbien, Somalia, Syrien, Mazedonien, Nigeria und weiteren Staaten an. Zur Saison 2015/16 wurde die Mannschaft als dritte Mannschaft über den Fußball-Landesverband Brandenburg zum Spielbetrieb angemeldet und tritt seit Saisonbeginn in der Kreisliga Havelland an.
Zur Mannschaft, deren Spieler zwischenzeitlich auch alle im DFB spielberechtigt sind, gehören auch Flüchtlinge, die in ihren Heimatländern zum Teil bereits professionell oder semiprofessionell diesen Sport betrieben haben. So gehört zur Mannschaft Abdihafid Ahmed aus Somalia, der als Junioren-Nationalspieler für sein Geburtsland aktiv war und bis zur U23 mehrere Nachwuchs-Turniere bestritt.
Der Verein bekam für sein Engagement für Flüchtlinge im Juli 2015 durch die Fachzeitschrift 11 Freunde und den Deutschen Fußball-Bund die Auszeichnung als Fanaktion der Saison überreicht. Durch den DFB und andere große deutsche Fußballvereine wurde Welcome United 03 bereits zu Freundschaftsspielen eingeladen. So spielte die Mannschaft unter Organisation des DFB gegen die Autoren-Nationalmannschaft. Zudem stand sie im Mai 2015 gegen eine Traditionsmannschaft von Borussia Mönchengladbach auf dem Platz.

## Stadion

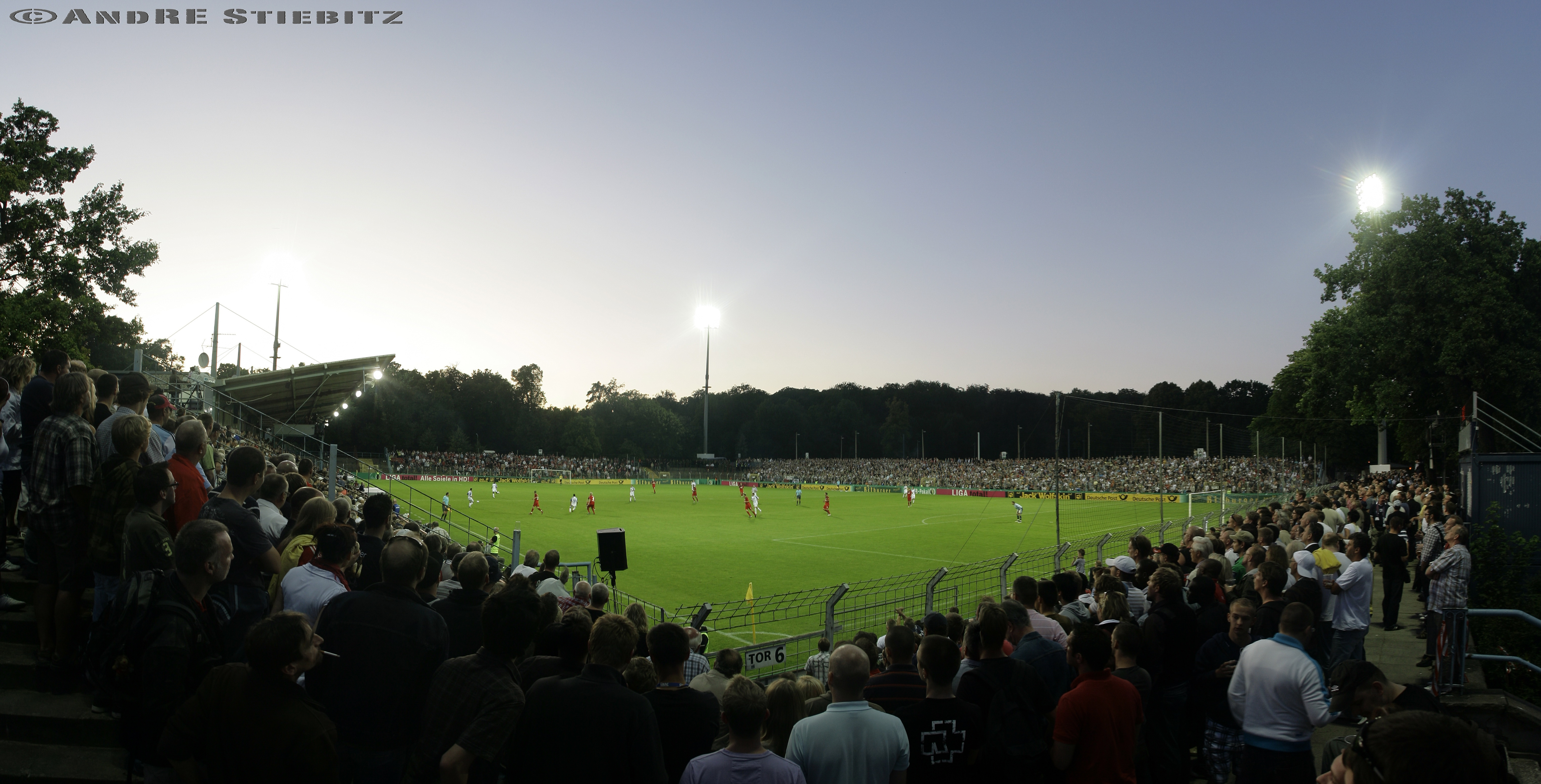
DFB-Pokalspiel SV Babelsberg gegen Bayer Leverkusen (2009)

Der SV Babelsberg 03 trägt seine Heimspiele in dem 10.787 Zuschauer fassenden Karl-Liebknecht-Stadion aus, das sich der Verein mit dem Frauen-Bundesligisten 1. FFC Turbine Potsdam teilt. Im Jahr 2007 prüfte die Stadt Potsdam, ob im Rahmen der DFB-Bewerbung für die Frauenfußball-WM 2011 ein Stadionneubau im Stadtteil Potsdam-Süd (Siedlung Waldstadt) finanzierbar und durchsetzbar wäre. Daraufhin wurde von Fans des SV Babelsberg 03 die Aktion „Pro Karli“ ins Leben gerufen, um die angestammte Spielstätte zu erhalten. Eine Machbarkeitsstudie plädierte schließlich für den Erhalt des Karl-Liebknecht-Stadions; ein Neubau wäre die Stadt Potsdam ca. 20 Millionen Euro teurer gekommen. Nach der Ablehnung des Potsdamer Bewerbungsantrags als Spielstätte der Frauen-WM wurde ein kompletter Neubau auch von Oberbürgermeister Jann Jakobs ausgeschlossen.
Um den Weltkulturerbestatus des angrenzenden Parks Babelsberg nicht zu gefährden, hat das Stadion abknickbare Flutlichtmasten, die für den Spielbetrieb ausgefahren werden können.

## Fanszene
Mit dem Beginn der 1990er Jahre war die Anhängerschaft des SV Babelsberg durch die starke Hausbesetzerszene der Stadt Potsdam alternativ geprägt. Im Gegensatz zu den allgemeinen Entwicklungen im deutschen Fußball konnten hierdurch rechtsextreme Tendenzen gestoppt und aus dem Stadion herausgedrängt werden. Den alternativen Charakter bewahrte sich die Fanszene bis dato und engagiert sich stark für gesellschaftliche Standards wie Antirassismus, Antisexismus oder für die Initiative Fußballfans gegen Homophobie.
Daneben organisierten die Fans wiederholt Aktionen bezüglich ihres Vereins, z. B. Pro Karli zum Erhalt des Karl-Liebknecht-Stadions, den Versuch den Stadionnamen unter Denkmalschutz zu stellen oder die Beobachtung von eingesetzten Polizeikräften – auch unter dem Einsatz von Rechtsanwälten – bei Fußballspielen des eigenen Vereins, die bundesweit Nachahmer fand.
Im Mai 2011 nach dem erfolgreichen Klassenerhalt in der Dritten Liga offenbarte sich die Zahlungsunfähigkeit des Vereins, nachdem Geheimbürgschaften seitens der kommunalen Stadtwerke Potsdam an die Öffentlichkeit drangen. Die abwartende Haltung der damaligen Vereinsoffiziellen nutzte die Fanszene, um selbst Aktionen zur Rettung des Vereins zu unternehmen, und sorgte damit für bundesweite Schlagzeilen.
Im August 2020 gründeten Fans die Initiative Recherche03, die die Geschichte des Vereins im Nationalsozialismus erforscht und aufarbeitet. Ihr gehören auch vereinsunabhängige Historikerinnen an.